# Basket Femminile Le Mura Lucca
Il Basket Femminile Le Mura Lucca è la principale società di pallacanestro femminile di Lucca. Gioca in Serie A1.

## Storia
La società ha raccolto l'eredità della Virtus Lucca e del Basket San Donato ed è nata il 1º luglio 1992 da un gruppo di dirigenti del Pool Energia, fallito al termine della stagione precedente. Ha disputato la Serie C fino al 1994-1995, anno della promozione in Serie B, con Lidia Gorlin allenatrice.
È approdata in serie B d'Eccellenza alla fine della stagione 2005-06. Sotto la guida di Mirco Diamanti sfiora la promozione già al primo anno per poi fare il salto di categoria al secondo tentativo. Il salto in Serie A2 avviene al termine della stagione 2007-08, quando vince i play-off contro Civitavecchia. Nel 2008-09, seppur da neopromossa, Lucca vive un campionato da vertice e la promozione sfuma solo nella finale play-off persa con Cavezzo. La Serie A1 arriva la stagione successiva con la vittoria nello spareggio promozione contro Cagliari il 20 maggio 2010.
Nella stagione 2010-11 la squadra affidata ancora a coach Diamanti affronta il campionato di A1 per la prima volta nella sua storia. La società opera molto sul mercato e conferma solo 3 giocatrici (Sandri, Favilla e Soli), ingaggia 4 straniere, la Andrade e la Willis con esperienza in Italia, e la Hampton e la Dubrovina. Dalla A2 arrivano Carù, Striulli e Filippetti. Dalla A1 la forte tiratrice Bagnara. 12º del roster la giovane Petri.
Il 6 dicembre 2015, con la vittoria per 74-57 su San Martino di Lupari, Lucca è salita al primo posto solitario in classifica della massima serie femminile, per la prima volta nella storia. Termina la regular season al primo posto con 23 vittorie e 3 sconfitte, perdendo la finale scudetto contro Schio.
Nella stagione 2016-17 la società sceglie di confermare tutto il quintetto (Francesca Dotto, Julie Wojita, Martina Crippa, Jillian Harmon e Kayla Pedersen) e rinnova completamente la panchina. La scelta porta a una striscia di 14 vittorie consecutive, un risultato che consente alla squadra di chiudere al primo posto il girone d'andata qualificandosi per la Final Four di Coppa Italia in programma al PalaTaliercio di Venezia. Dopo il successo per 81-49 in semifinale contro Ragusa la Gesam Gas perde 80-66 in finale contro la Famila Schio. Per le biancorosse è la settima sconfitta in altrettante finali disputate contro le venete. Nel maggio 2017, dopo aver chiuso la stagione regolare al secondo posto, Lucca vince il campionato di serie A1 battendo in finale Schio con il punteggio di 3-1.

## Cronistoria
| Cronistoria del Basket Femminile Le Mura Lucca. |
| --- |
| - 1º luglio 1992 · fondazione del Basket Femminile Le Mura Lucca A.S.D. - 1992-93 · 1ª in Promozione toscana, promossa in Serie C. - 1993-94 · in Serie C - 1994-95 · in Serie C, promossa in Serie B. - 1995-2005 · in Serie B. - 2005-06 · 1ª in Serie B, promossa in serie B d'Eccellenza. - 2006-07 · 4ª nel girone C di Serie B d'Eccellenza, finalista play-off. - 2007-08 · 1ª nel girone C1 di Serie B d'Eccellenza, 1ª nella poule promozione C, promossa in Serie A2. - 2008-09 · 2ª nel girone Nord di Serie A2, finalista play-off. - 2009-10 · Agos Ducato, 1ª nel girone Sud di Serie A2, vince i play-off, promossa in Serie A1. - 2010-11 · Agos Ducato, 9ª in Serie A1, salva ai play-out. - 2011-12 · 4ª in Serie A1, semifinalista ai play-off. - 2012-13 · Gesam Gas, 2ª in Serie A1, finalista play-off. Finale di Coppa Italia. - 2013-14 · Gesam Gas, 4ª in Serie A1, semifinalista ai play-off. Finale di Supercoppa italiana. Finale di Coppa Italia. - 2014-15 · Gesam Gas, 7ª in Serie A1, quarti di finale play-off. Finale di Supercoppa italiana. - 2015-16 · Gesam Gas&Luce, 1ª in Serie A1, finalsta play-off. Semifinale di Coppa Italia - 2016-17 · Gesam Gas&Luce, 2ª in Serie A1, vince i play-off, campione d'Italia (1º titolo); Finale di Coppa Italia. - 2017-18 · Gesam Gas&Luce, 5ª in Serie A1, quarti di finale play-off. Finale di Supercoppa italiana. Finale di Coppa Italia. - 2018-19 · Gesam Gas&Luce, 6ª in Serie A1, quarti di finale play-off. Finale di Supercoppa italiana. - 2019-20 · Gesam Gas&Luce in Serie A1 (campionato interrotto) - 2020-21 · Gesam Gas&Luce, 10ª in Serie A1, salva ai play-out. - 2021-22 · Gesam Gas&Luce, 4ª in Serie A1, quarti di finale play-off. Semifinale di Coppa Italia - 2022-23 · Gesam Gas&Luce, 12ª in Serie A1, salva ai play-out. - 2023 Rinuncia all'iscrizione. |

## Allenatori
- 1992-1994  Raffaele Del Rosso
- 1994-1996  Lidia Gorlin
- 1996-1997  Ilio Mannocci
- 1997-1999  Giancarlo Papini
- 1999-2000  Giancarlo Papini (fino a gen. 2000)
 Elisa Saettoni (da gen. 2000)
- 2000-2001  Massimo Materassi
- 2001-2005  Lidia Gorlin
- 2005-2006  Alfredo Bonuccelli
- 2006-2017  Mirco Diamanti
- 2017-2018  Loris Barbiero
 Giulio Bernabei (ad interim, a gen. 2018)
 Lorenzo Serventi (da gen. 2018)
- 2018-2019  Lorenzo Serventi
- 2019-2021  Francesco Iurlaro
- 2021-2023  Luca Andreoli

## Cestiste

### Capitani
- 2007-2009 Sara Giambastiani[9]
- 2009-2013 Gloria Favilla[10]
- 2013-2014 Benedetta Bagnara[11]
- 2014-2018 Martina Crippa[12]
- 2018-2019 Giulia Gatti[13]
- 2019-2020 Ashley Ravelli[14]
- 2020 Laura Spreafico[15]
Maria Miccoli (da dic. 2020)
- 2021-2023 Maria Miccoli

## Palmarès
- Campionato italiano: 1

2016-2017

## Statistiche e record

### Partecipazione ai campionati
| Livello | Categoria            | Partecipazioni | Debutto   | Ultima stagione |
| ------- | -------------------- | -------------- | --------- | --------------- |
| 1º      | Serie A1             | 13             | 2010-2011 | 2022-2023       |
| 2º      | Serie A2             | 2              | 2008-2009 | 2009-2010       |
| 3º      | Serie B d'Eccellenza | 2              | 2006-2007 | 2007-2008       |

Il Basket Femminile Le Mura Lucca ha disputato complessivamente 17 stagioni sportive a livello nazionale.

### Partecipazione alle coppe
| Competizione          | Partecipazioni | Debutto   | Ultima stagione |
| --------------------- | -------------- | --------- | --------------- |
| Coppa Italia          | 9              | 2010-2011 | 2021-2022       |
| Coppa Italia Serie A2 | 2              | 2008-2009 | 2009-2010       |
| Supercoppa italiana   | 6              | 2013      | 2022            |

## Tifoseria
Alta Fedeltà è il gruppo storico che segue la squadra dalla Serie B regionale (2007). Pantere Biancorosse, è nato nel 2010 con la promozione in A1 e si è sciolto alla fine del campionato 2012/2013.
Proprio dopo la grande prestazione nel campionato 2012/2013, culminata con una finale scudetto e una finale di Coppa Italia, si forma nel giugno del 2013 il club Baluardi delle Mura. Sostiene la squadra sia nelle partite casalinghe che quelle fuori casa. Lo striscione caratteristico di questo club ha viaggiato anche in Europa, a Praga, in occasione dei Campionati europei di basket femminile 2017.
Per varie vicissitudini, alla fine del 2015 5 soci fondatori fuoriusciti dal club formano un piccolo gruppo ("I Balordi") che ha fatto sentire il proprio sostegno alla maglia biancorossa fino alla stagione 2017-'18.
Nel pre-campionato 2018/2019 si forma un nuovo gruppo di amici e appassionati: i Followers.

## Ultimo roster (2022-2023)
Aggiornato all'8 marzo 2023.
| Gesam Gas Lucca | Gesam Gas Lucca |
| Giocatrici      | Staff tecnico   |
| --------------- | --------------- |

| 3  | Italia (bandiera)      | G  | Daria Pellegrini     | 2004 | 162 cm |  |  |
| 5  | Italia (bandiera)      | P  | Alice Cappellotto    | 2005 | 171 cm |  |  |
| 6  | Italia (bandiera)      | G  | Margherita Tintori   | 2006 | 175 cm |  |  |
| 8  | Paesi Bassi (bandiera) | AC | Kourtney Treffers    | 1994 | 187 cm |  |  |
| 9  | Italia (bandiera)      | G  | Giulia Natali        | 2002 | 177 cm |  |  |
| 10 | Stati Uniti (bandiera) | GA | Jaylyn Agnew         | 1997 | 180 cm |  |  |
| 11 | Finlandia (bandiera)   | AC | Helmi Tulonen        | 1998 | 191 cm |  |  |
| 12 | Italia (bandiera)      | GA | Francesca Parmesani  | 1998 | 181 cm |  |  |
| 14 | Italia (bandiera)      | G  | Sara Bocchetti       | 1993 | 175 cm |  |  |
| 15 | Italia (bandiera)      | A  | Maria Miccoli        | 1995 | 183 cm |  |  |
| 16 | Italia (bandiera)      | AC | Sara Valentino       | 2005 | 185 cm |  |  |
| 17 | Italia (bandiera)      | A  | Caterina Gilli       | 2002 | 183 cm |  |  |
| 19 | Italia (bandiera)      | G  | Sofia Frustaci       | 2001 | 176 cm |  |  |
| 23 | Stati Uniti (bandiera) | P  | Que Morrison         | 1998 | 171 cm |  |  |
| 31 | Belgio (bandiera)      | GA | Maxella Lisowa-Mbaka | 2001 | 178 cm |  |  |

| Allenatore                                                                       |
| - Luca Andreoli                                                                  |
| Assistente/i                                                                     |
| - Lorenzo Becciani - Giulio Bernabei Legenda - (C) Capitano - Infortunato Roster |

### Staff tecnico
- Allenatore: Luca Andreoli
- Assistente Allenatore: Lorenzo Becciani, Giulio Bernabei
- Fisioterapista: Rossana Pisani
- Medico sportivo: Luigi Giordano
- Preparatore atletico: Ettore Iacopetti